# Eucera flavicornis
Eucera flavicornis är en biart som beskrevs av Jean-Paul Risch 2003. Eucera flavicornis ingår i släktet långhornsbin, och familjen långtungebin. Inga underarter finns listade i Catalogue of Life.